# Myrmosa atra
Myrmosa atra é uma espécie de insetos himenópteros, mais especificamente de vespas pertencente à família Mutillidae.
A autoridade científica da espécie é Panzer, tendo sido descrita no ano de 1801.
Trata-se de uma espécie presente no território português.